# کلپیکوو
کلپیکوو (به لاتین: Klepikovo) یک منطقهٔ مسکونی در روسیه است که در سرزمین آلتای واقع شده‌است.